# 矢田事件
矢田事件（やたじけん）とは、1969年に大阪市で発生した、同和問題を背景にした暴行監禁事件。
共産党員である中学教師に対し、部落解放同盟（解放同盟）が糾弾を行い、法廷闘争に発展。いわゆる「糾弾権」の存否が法廷で争われた。
本件の背景には共産党と解放同盟の対立があった。本事件を契機に、1960年代半ばから燻り続けていた解放同盟と共産党との対立関係は決定的なものとなった。八鹿高校事件など、解放同盟による反対勢力への一連の襲撃事件の嚆矢であり、戦後部落解放運動史上きわめて著名な事件である。
別名、矢田教育事件。解放同盟は矢田教育差別事件と呼ぶ。

## 概要
1969年、大阪市阿倍野区の中学校に教諭として勤務する木下浄が、大阪市教職員組合の役員選挙に立候補した際の挨拶状ならびに木下の後援者たちによる推薦状を、部落解放同盟（解放同盟）矢田支部（東住吉区）が差別文書であるとして糾弾を決定。同教諭と関係者に糾弾をおこなった。これに対して教諭らは解放同盟役員らを逮捕監禁・強要未遂罪で告訴。解放同盟側は「糾弾権」の存在を主張し争った。
1審大阪地裁は「(糾弾権は)社会的に認められて然るべきもの」として無罪判決、検察側控訴。2審大阪高裁は「監禁行為は限度を超えており処罰に値する」と逆転有罪判決。最高裁は2審判決を支持し、解放同盟側被告らの有罪が確定した。

## 経緯

### 事件の背景

#### 部落解放同盟による説明
1971年に部落解放同盟の立場から『部落解放同盟・教宣シリーズNo3「矢田教育差別事件」とは何か』を執筆した師岡佑行は、本事件の背景を次のようにまとめている。
1960年代後半、大阪市では、被差別部落のある公立学校を忌避し、天王寺中学校などの「名門」学校に、本来の学区内居住者でないにも関わらず架空の住民登録を使って通学させる「越境入学」が、部落差別の現れであるとして解放同盟が問題として取り上げ、行政側も解放同盟の指摘を受けて解消に乗り出し、教育行政上の大きな問題となっていた。
行政による調査の結果、学校によっては、現生徒数の半数近くが本来の通学校への転校が必要となるケースも明らかとなり、それに見合う教職員の人事異動も必至の情勢となった。このため教師の間には戸惑いや、問題を提起した解放同盟、さらには解放同盟と協調して越境入学解消に取り組み始めた行政当局や教育委員会、教職員組合執行部への反発も生まれた（教師の中には、自身の子息を越境通学させている例も多く、また、名門校への勤務は、出世へのステップや、当時大阪の教育界で取り沙汰されていた「リベート」「アルバイト」などの「教員利権」の獲得に極めて有利な条件だった）。大阪市教組内の共産党フラクションに属する組合活動家は、これを勢力拡大の好機ととらえ、教組が越境問題に取り組むのをサボタージュするよう活動を活発化させ、実際に市教組が定数異動の具体案を提示する執行部提案を中央委員会で否決させるなどの成果を挙げていた。

#### 日本共産党による説明
日本共産党衆院議員の三谷秀治は、全解連の生みの親の一人である和島為太郎の伝記の中で、日本共産党地区委員長の台詞を借り、矢田事件の背景を次のように記している。

### 木下挨拶状・木下推薦状
1969年3月13日、大阪市教職員組合東南支部書記次長選挙において、候補者である木下浄（大阪市立阪南中学校教諭、日本共産党員）が下記の立候補挨拶状（木下挨拶状）を提出した。
同じ頃、矢田中学校教諭の岡野寛二（東南支部副支部長）や加美中学校教諭の玉石藤四郎（東南支部加美中学分会長）たち13名の組合員は、木下浄たちへの推薦状を作成し、同支部組合員に郵送した（木下推薦状）。その内容は概略次の通りであった。

この挨拶状や推薦状を1969年3月16日頃に入手した解同矢田支部の戸田政義（同支部長）、内山隆（書記次長）、村越末男（執行委員）らは、「差別者木下一派を糾弾する」と題する解同矢田支部名義の書面を作成。その内容は
と非難するものであった。解同矢田支部は、木下が越境入学問題に取り組まないまま「教員利権」を保持し続けようとする姿勢を明らかにしたものと解釈し、挨拶状を差別文書とみなして糾弾会の開催を決定する。そしてその背景には、木下教諭が共産党員であることや、当時先鋭化しつつあった共産党と解放同盟の対立関係があった。
解放同盟矢田支部は3月18日、木下教諭および同僚である推薦人の2人を地区集会所に呼び出して糾弾を行う。その席上「頭をはり倒したいくらいや！」「竹槍でブスッとやるところや」「お前、それでも教師か、頭悪いな」「認めへんのやったら、今晩帰したらんぞ！」などと指弾した。市教組執行委員会や大阪市教委は解放同盟に同調。また木下らも「みとめれば糾弾からのがれられると思って」一旦はこれを差別文書とする見解に同意する発言をおこなった。

木下挨拶状への糾弾について、全解連の中西義雄は
と分析している。

### 解放同盟による糾弾
木下らが差別を認める方向でまとまりつつあったかに見えた事態は、共産党大阪府委員会が組織的な指導に乗り出したことで一転した。大阪府委員会は、矢田支部の指摘に同意した木下らを、党員にあるまじき態度として厳しく叱責、この指導を受けた木下らは、1名を除き差別文書ではないと態度を翻した。

再度の糾弾会への出席を約束しながら当日や直前になって欠席を通告するという対応をとり続けた木下とその推薦者たち15名に、矢田支部員らは業を煮やし、4月9日午前10時50分頃大阪市立矢田同和地区解放会館（現・矢田人権文化センター）に拉致監禁し、最盛時では約250名に及ぶ多衆の面前において、深夜まで十数時間に及ぶ糾弾をおこなった。この時、拉致監禁の現場に立ち会った解放同盟員の一人に後の衆院議員上田卓三がおり、上田は「自己批判しない者に対しては、府連の立場で矢田支部とともに糾弾を続けて行く、こういう差別教師には首切りを市教委に要求する」と発言している。当時の被害教師の一人である玉石藤四郎（筆名・野々山志郎）は、この時の体験について
と回想している。また、この時の解放同盟の脅迫文言は
というものであったことが、のち大阪地裁に認定されている。
椅子に座っていた被糾弾者が泉海らに「立て」と言われると、年配者から「座りなさい」と言われ、その言葉に従って座っていると、泉海らに「何じゃ、お前ら座って立て」「こら差別者、立て」などと怒鳴られて立たされた。それでも立たずにいる被糾弾者に対しては、泉海らが「こら立たんかい、何しとるんじゃ」と椅子を蹴って無理やり起立させた。こうして被糾弾者が立ったままでいると、今度は解放同盟員が「なんじゃ、われ、座れ言うてるのに座らんのか」と怒鳴りつけて殴りかかろうとした。すると泉海が制止し、「殴ったらあかんぞ、殴るのはおれだけや、おれは1万円札をおでこにはったら検察庁公認や」と発言した。
被糾弾者たちが解放されたのは、翌4月10日の午前2時40分ころのことであった。

### 被害者による刑事告訴ならびに民事提訴
1969年4月19日、金井清・岡野寛二・玉石藤四郎の3教諭が解同矢田支部長ならびに同書記長ら4人（泉海節一・戸田政義・西岡智・上田卓三）を逮捕監禁・強要未遂罪で刑事告訴し（矢田刑事事件）。共産党は告訴とともに組織をあげて解放同盟を「暴力集団」と非難する文書の配布をはじめ、解放同盟との敵対は決定的なものになる。5月6日から5月11日にかけて、4回にわたり、木下・金井・玉石の自宅付近に部落解放同盟の署名入りで「部落民を暴力団視する差別教師◯◯を糾弾する」「差別共産党員◯◯を糾弾する」といったステッカーが貼りめぐらされた。
1970年6月17日、大阪地検がこのうち2名（泉海節一・戸田政義）を監禁罪で起訴。1971年2月10日、大阪地裁で公判が始まった。大阪地裁の傍聴席を埋めつくした部落解放同盟からの動員部隊は、被害者の証言に対して「差別者、嘘つけ!」などの野次と怒号を飛ばしたが、判事も訴訟指揮をとらず、検事も抗議せず、法廷は無法地帯と化したと伝えられる。
この後、挨拶状を差別文書と位置づけていた大阪市教育委員会は、再三の教委の指導を拒み続けた木下たち11名の教員を左遷し、強制研修を命令。1973年7月17日、木下たち8名はこの処分の取消と損害賠償を求めて大阪市を提訴した（矢田民事事件）。

### 部落解放同盟の組織分裂
部落解放同盟の内部にもこの木下挨拶状を差別と認めない支部があったが、それらの支部は順次排除された。
まず、大阪府連は1969年6月29日の大会で堺市、東大阪市蛇草支部らの代議員権を剥奪。ついで両支部長を除名した。
1969年9月には、府連は堺支部の19名の支部執行委員の除名を強行。10月には蛇草支部に対しても幹部4名を統制処分にかけ、さらに年末にかけて堺市、東大阪市蛇草、羽曳野市、箕面市の4支部を組織排除。東大阪市荒本、高槻市、富田林市などの支部活動家の除名をおこない、約1000名の同盟員が組織から排除された。

### 刑事判決
| 年     | 月日           | 事柄                                                                             |
| ------ | -------------- | -------------------------------------------------------------------------------- |
| 1969年 | 4月9日-4月10日 | 事件発生。                                                                       |
|        | 4月19日        | 被害者の教員たちが解同矢田支部長らを刑事告訴。                                   |
|        | 5月6日-5月11日 | 4回にわたり、告訴人の自宅付近に解同の署名入りで 嫌がらせのステッカーが貼られる。 |
| 1975年 | 6月3日         | 大阪地裁で無罪判決。                                                             |
| 1981年 | 3月10日        | 大阪高裁で懲役3月（執行猶予1年）の有罪判決。                                     |
| 1982年 | 3月2日         | 最高裁が上告棄却。有罪判決が確定。                                               |

部落解放同盟側が本件に関する被告人である。
1975年6月3日、大阪地方裁判所（裁判長松井薫）は木下挨拶状を部落差別解消を阻害しかねない文書と認定、限度を超えない限り、被差別者による糾弾は社会的に認められるべきもので、「被告人らの行為には、いささか行き過ぎではないかと認められる点がないではなく、今後の自重に期待するものがある」としつつ、木下らの態度にも原因があるとして、支部長らに無罪を言い渡した。これに対し、同年6月11日、大阪地検が控訴。

1976年9月28日、大阪高裁で控訴審が開始（弁護人・山上益朗、松本健男）。1980年2月12日、被告人の1人である書記長泉海節一が病没。1981年3月10日、大阪高等裁判所（裁判長中武靖夫）は一審判決同様、木下挨拶状を部落差別を助長しかねない文書と認定、差別を受けた際、部落民が抗議行動を行うことは正当で、かなりの厳しさを帯有することもあり得ると判断しながらも、一連の被告人らの行為には行き過ぎがあり、
として支部長に懲役3月（執行猶予1年）の有罪判決を言い渡した。同年6月18日、弁護団が最高裁に上告。
1982年3月2日、最高裁判所（裁判長伊藤正己）が上告を棄却（弁護人・山上益朗、松本健男、桜井健雄、上野勝、中北龍太郎）。これによって被告人らの有罪が確定した。

### 民事判決
| 年     | 月日           | 事柄                                       |
| ------ | -------------- | ------------------------------------------ |
| 1969年 | 4月9日-4月10日 | 事件発生。                                 |
| 1973年 | 7月17日        | 被害者の教員たちが大阪市を民事提訴。       |
| 1979年 | 10月30日       | 大阪地裁で大阪市に1140万円の損害賠償命令。 |
| 1980年 | 12月16日       | 大阪高裁で控訴棄却。                       |
| 1986年 | 10月16日       | 最高裁が上告棄却。大阪市の敗訴が確定。     |

木下教諭らが「原告」、部落解放同盟大阪府連の糾弾・確認に加担した行政「大阪市」側が「被告」である。
1979年10月30日、大阪地方裁判所で原告勝訴。大阪地裁は、木下挨拶状を「労働条件の改善を訴えるもので、差別性はない」と認定。被告大阪市は合計1140万円の損害賠償の支払を命じられる。
1980年12月16日、大阪高等裁判所が一審判決を支持し、被告側の控訴を棄却。
1986年10月16日、最高裁判所が被告側の上告を棄却。原告の勝訴が確定。

### 行政の対応
法務省は1989年8月4日、法務省権管第280号通達において、「糾弾会は同和問題の啓発に適さない」と解放同盟の「糾弾権」を否定した。

## 後日談
1973年、木下挨拶状をめぐる意見の対立から広島県福山市で戸手商業高校事件が発生した。
1989年に径書房が『長崎市長への7300通の手紙』を刊行した際、同書に収められた矢田事件の被害者の文章が部落解放同盟から「この内容は、解放同盟とその運動に誤解を与え、被差別部落に対する差別と偏見を助長、拡大するものだ。これ以降増刷するものについては、本書より削除することを要求する」と圧力をかけられる事態に発展した。最終的に、部落解放同盟からの抗議の経過を記した小冊子を付けることで同書は刊行を続けることができた。

## 事件現場の位置
北緯34度35分59.1秒 東経135度31分46.9秒 / 北緯34.599750度 東経135.529694度